# فالوا (كمبنيا)
فالوا (بالإيطالية: Valva, Campania)‏ هي كومونا تقع في إيطاليا في مقاطعة ساليرنو. يقدر عدد سكانها بـ 1,784 نسمة ومساحتها 26.21 كم2 وترتفع عن سطح البحر 510 متر.

## السكان
في سنة 1861 بلغ عدد السكان 2٬028 نسمة، وتطور العدد ليصل في سنة 2011 لـ 1٬712 نسمة.
يظهر هذا المخطط البياني تطور النمو السكاني لـ فالوا (كمبنيا)